# Juan Pons
Juan (Joan) Pons (ur. 8 sierpnia 1946 w Ciutadella de Menorca) – hiszpański śpiewak operowy, baryton.

## Kariera
Juan Pons zdobył międzynarodowe uznanie w 1980 r. występem w La Scali w Falstaffie Giuseppe Verdiego, którą to rolę miał kreować w mediolańskiej operze przez kolejne trzynaście lat. Śpiewał także w operach Wiednia, Londynu, Paryża i w Zurychu. Przez 15 lat współpracował z Metropolitan Opera. W 1992 wystąpił jako gość specjalny na ceremonii otwarcia letnich Igrzysk olimpijskich w Barcelonie. Obecnie jest związany kontraktem  z operą w Berlinie (przedstawienia Toski), La Scalą i Metropolitan (Gianni Schicchi).
Pons znany jest z wykonywania na koncertach fragmentów mniej popularnych oper, takich jak Robert Diabeł, Herodiada czy Gemma di Vergy.

## Słynne role
- Falstaff
- Rigoletto w operze Verdiego pod tym samym tytułem
- Don Carlos w Mocy przeznaczenia Verdiego
- Renato w Balu maskowym Verdiego
- Amonasro w Aidzie Verdiego
- Hrabia di Luna w Trubadurze Verdiego
- Alfio w Rycerskości wieśniaczej Pietro Mascagniego
- Tonio w Pajacach Ruggiera Leoncavalla
- Scarpia w Tosce Giacomo Pucciniego
- Gerard w Andrei Chénierze Umberto Giordano